# 7996 Vedernikov
7996 Vedernikov este un asteroid din centura principală de asteroizi.

## Descriere
7996 Vedernikov este un asteroid din centura principală de asteroizi. A fost descoperit pe 1 septembrie 1983 la Observatorul de Astrofizică din Crimeea de Liudmila Karacikina. El prezintă o orbită caracterizată de o semiaxă mare de 2,88 ua, o excentricitate de 0,32 și o înclinație de 14,1° în raport cu ecliptica.